# Planomicrobium flavidum
Planomicrobium flavidum ist eine Art von Bakterien. Die Art zählt zu den Firmicutes.

## Merkmale

### Erscheinungsbild
Die Farbe der Kolonien ist hell gelb. Die Zellen sind kurz stäbchenförmig oder kokkenförmig (0,4 – 0,8 und 0,4 – 1,6 μm). Auch Stäbchen mit Längen von 2,7 bis zu 3,3 μm treten in jungen Kulturen auf. Sporen werden nicht gebildet. Das Bakterium ist beweglich durch ein polares Flagellum.

### Wachstum und Stoffwechsel
Planomicrobium flavidum ist chemoorganotroph. Die Art ist strikt aerob. Wachstum erscheint bei Temperaturen zwischen 4 und 37 °C und bei pH-Werten von 6 – 8, der optimaler pH-Wert liegt zwischen 7 und 8. Das Bakterium benötigt Natriumchlorid für das Wachstum und toleriert Werte von bis zu 13 %.
Der Oxidase-Test und der Katalase-Test verläuft positiv, der Urease-Test negativ. Es hydrolysiert Polysorbat 80 (Tween 80), Casein wird nur schwach hydrolysiert. Stärke, Gelatine und Aesculin werden nicht genutzt. Nitrat wird nicht zu Nitrit reduziert.

### Chemotaxonomische Merkmale
Die Gram-Färbung verläuft positiv oder variabel.
Der GC-Gehalt in der DNA liegt bei 45,9 Mol-Prozent. Die überwiegend vorhandene Menachinone sind MK-7 und MK-8.

## Systematik
Planomicrobium flavidum zählt zu der Familie Planococcaceae. Das Bakterium wurde im Jahr 2009 von Yong-Taek Jung und Mitarbeitern erstmals beschrieben.

## Etymologie
Der Gattungsname setzt sich aus den griechischen Worten planos („Wanderer“) und micros („klein“) zusammen und bezieht sich auf die Größe (es handelt sich entweder um Kokken oder kurze Stäbchen) und Eigenschaft der Motilität dieser Bakterien. Der Artname P. flavidum kommt von dem lateinischen Wort „flavidum“ und bezieht sich auf die hell gelbe Farbe des Bakteriums.